# Wanaque
Wanaque est un borough situé dans le comté de Passaic dans l'État américain du New Jersey. Lors du recensement de 2010, sa population est de 11 116 habitants.

## Géographie
Selon le Bureau du recensement des États-Unis, la municipalité de Wanaque s'étend sur 9,25 milles carrés (23,96 km2), dont 1,26 mille carré (3,26 km2) d'étendues d'eau.

## Histoire
Le borough est officiellement créé par une décision de la législature du New Jersey du 23 février 1918. Auparavant, il formait avec Bloomingdale et Ringwood le township de Pompton. La décision est approuvée par référendum le 22 mars 1918.
Le nom de « Wanaque » signifie « endroit où poussent les sassafras » en améridien. Deux prononciations existent, le New York Times rapportait en 1973 que les anciens résidents utilisaient l'indien « WA‐NAH‐KEY » tandis que les nouveaux arrivants prononçaient « WA‐NAHCUE ».

## Démographie
La population de Wanaque est estimée à 11 994 habitants au 1er juillet 2017.
| Groupe                           | Wanaque | New Jersey | États-Unis |
| -------------------------------- | ------- | ---------- | ---------- |
| Blancs                           | 84,9    | 72,4       | 76,9       |
| Asiatiques                       | 6,1     | 9,8        | 5,7        |
| Métis                            | 3,8     | 2,2        | 2,6        |
| Afro-Américains                  | 3,7     | 15,0       | 13,3       |
|                                  |         |            |            |
| Hispaniques et Latino-Américains | 10,3    | 20,0       | 17,8       |

Le revenu par habitant était en moyenne de 38 522 dollars par an entre 2012 et 2016, supérieur à la moyenne du New Jersey (37 538 dollars) et à la moyenne nationale (29 829 dollars). Sur cette même période, 5,4 % des habitants de Wanaque vivaient sous le seuil de pauvreté (contre 10,4 % dans l'État et 12,7 % à l'échelle des États-Unis).

## Politique
En 2011, Wanaque compte 7 085 électeurs inscrits dont 2 191 républicains, 1 646 démocrates et 3 243 électeurs sans affiliation.